# Nick Lachey
Nicholas Scott Lachey (Harlan, 9 de novembro de 1973) é um cantor, ator e personalidade da TV estadunidese. Lachey chegou à fama como um membro da boy band 98 Degrees. Mais tarde, ele estrelou o reality show Newlyweds: Nick and Jessica com sua então esposa, Jessica Simpson. Ele lançou quatro álbuns solo, SoulO, What's Left of Me, A Father's Lullaby e Soundtrack of My Life. Lachey teve um papel recorrente na série de televisão Charmed.

## Discografia
Álbuns
- SoulO (2003)
- What's Left of Me (2006)
- A Father's Lullaby (2013)
- Soundtrack of My Life (2014)

Singles
- "Where You Are" (dueto com Jessica Simpson)
- "Shut Up"
- "This I Swear"
- "What's Left of Me"
- "I Can't Hate You Anymore"
- "Resolution"
- "Ordinary Day"
- "Patience"
- "All In My Head"
- "Last One Standing"

## Filmografia
| Ano          | Título                          | Papel                               | Notas                                          |
| ------------ | ------------------------------- | ----------------------------------- | ---------------------------------------------- |
| 2003—2005    | Newlyweds: Nick and Jessica     | ele mesmo                           | Reality show                                   |
| 2003         | Christmas in Rockefeller Center | convidado musical                   | produzido para TV (NBC Universal Television)   |
| 2004         | American Dreams                 | Tom Jones                           | "I'm Not with Her" (Temporada 2, Episódio 13)  |
| 2004         | Charmed                         | Leslie St. Claire                   | 6 episódios                                    |
| 2004         | I'm with Her                    | Tyler Vance                         | "To Tell the Truth" (Temporada 1, Episódio 22) |
| 2004         | Hope & Faith                    | Chris                               | "Just-In Time" (Temporada 2, Episódio 9)       |
| 2005         | The Hard Easy                   | Jason Burns                         | papel principal                                |
| 2005         | Bewitched                       | Soldado do Vietnã (Vietnam Soldier) | aparição                                       |
| 2006         | She Said, He Said               | Kurtwood Weymouth                   | Papel principal / Piloto para TV               |
| 2006         | Twins                           | Charlie                             | "Himbo" (Temporada 1, Episódio 17)             |
| 2006         | Overhaulin'                     | ele mesmo                           | (Episódio 73)                                  |
| 2007         | Rise: Blood Hunter              | Dwayne                              | aparição                                       |
| 2008         | Clash of the Choirs             | Diretor do coro (Choir Director)    | Reality show                                   |
| 2009         | One Tree Hill                   | ele mesmo                           | 2 episódios (Temporada 6, episódios 21 e 23)   |
| 2009         | Taking the Stage                | ele mesmo/convidado                 | Reality show                                   |
| 2009–present | The Sing-Off                    | apresentador                        | Reality show                                   |
| 2011         | Hawaii Five-0                   | Seqüestrador (Kidnapper)/Tyler      | Episódio: "Powa Maka Moana (Pirate)"           |
| 2011         | Nick & Vanessa's Dream Wedding  | ele mesmo                           | Casamento transmitido pela TV                  |
| 2012         | Stars Earn Stripes              | ele mesmo                           | Reality show                                   |
| 2013         | The Winner Is                   | apresentador                        | Reality show                                   |
| 2014         | Big Morning Buzz Live           | apresentador                        | Talk show                                      |